# Doxospira hertleini
Doxospira hertleini is een slakkensoort uit de familie van de Pseudomelatomidae. De wetenschappelijke naam van de soort is voor het eerst geldig gepubliceerd in 1971 door Shasky.